# Synode du Latran (487)
Pour les articles homonymes, voir Concile de Rome.
Le concile de Latran, aussi appelé « troisième concile de Rome », fut convoqué par le pape Félix III en 487, et fut tenu au palais du Latran.

## Objet du synode
Quarante-quatre évêques et soixante-seize prêtres y assistèrent.
On y débattit de la réintégration des lapsi qui avaient renié leur foi pendant les persécutions de Gunthamund.
Notamment, on exposa le scandale de l'Église d'Afrique où les fidèles y étaient rebaptisés.
Sévère, évêque du Mont-Cassin, y assista.